# إسراء بلكج
إسراء بِلكِج (بالتركية: Esra Bilgiç) هي ممثلة تركية ابتدأت حياتها المهنية في مسلسل قيامة أرطغرل الشهير، بدور السلطانة حليمة (ولدت في 14 أكتوبر 1992، أنقرة)
، تزوجت من لاعب كرة القدم التركي المحترف غوكهان توريه بتاريخ 21 أكتوبر 2017 وتطلقت منه في 17 يوليو 2019.

## الأعمال
| مسلسلات تلفزيونية | مسلسلات تلفزيونية | مسلسلات تلفزيونية          | مسلسلات تلفزيونية |
| السنة             | العنوان           | الدور                      | ملاحظة            |
| ----------------- | ----------------- | -------------------------- | ----------------- |
| 2014-2018         | قيامة أرطغرل      | حليمة خاتون (شخصية خيالية) | البطولة           |
| 2018              | امل واحد يكفي     | داريا أكار                 | البطولة           |
| 2020-2021         | رامو              | المحامية سيبال             | البطولة           |
| 2021              | اراضي بلا قوانين  | جولفام                     | البطولة           |

### سلسلة ويب
- أتاتورك (2022)، في دور مدام كورين[9]

## الجوائز
- جوائز التوعية الاجتماعية: أفضل ممثلة نسوية في مسلسل (وون).
- جوائز الأناضول للإعلام: أفضل ممثلة.
- جوائز تركيا للشباب: أفضل ممثلة.